# Brasiliens Grand Prix 1997
Brasiliens Grand Prix 1997 var det andra av 17 lopp ingående i formel 1-VM 1997.

## Resultat
1. Jacques Villeneuve, Williams-Renault, 10 poäng
2. Gerhard Berger, Benetton-Renault, 6
3. Olivier Panis, Prost-Mugen Honda, 4
4. Mika Häkkinen, McLaren-Mercedes, 3
5. Michael Schumacher, Ferrari, 2
6. Jean Alesi, Benetton-Renault, 1
7. Johnny Herbert, Sauber-Petronas
8. Giancarlo Fisichella, Jordan-Peugeot
9. Heinz-Harald Frentzen, Williams-Renault
10. David Coulthard, McLaren-Mercedes
11. Nicola Larini, Sauber-Petronas
12. Jarno Trulli, Minardi-Hart
13. Mika Salo, Tyrrell-Ford
14. Shinji Nakano, Prost-Mugen Honda
15. Jos Verstappen, Tyrrell-Ford
16. Eddie Irvine, Ferrari
17. Damon Hill, Arrows-Yamaha (varv 68, motor)
18. Ukyo Katayama, Minardi-Hart

### Förare som bröt loppet
- Ralf Schumacher, Jordan-Peugeot (varv 52, elsystem)
- Rubens Barrichello, Stewart-Ford (16, upphängning)
- Pedro Diniz, Arrows-Yamaha (15, upphängning)
- Jan Magnussen, Stewart-Ford (0, olycka)